# Sankt Leonhard am Hornerwald
Sankt Leonhard am Hornerwald osztrák mezőváros Alsó-Ausztria Kremsvidéki járásában. 2025 januárjában 1118 lakosa volt. 

## Elhelyezkedése

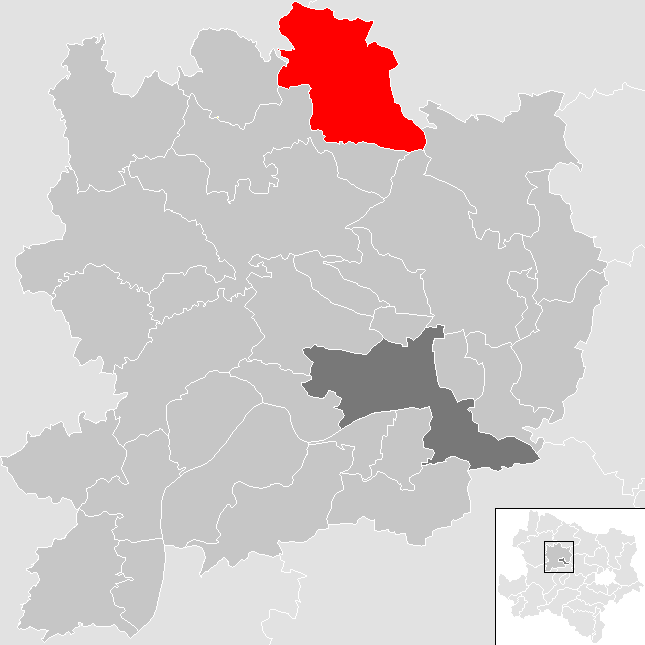
Sankt Leonhard am Hornerwald a Kremsvidéki járásban

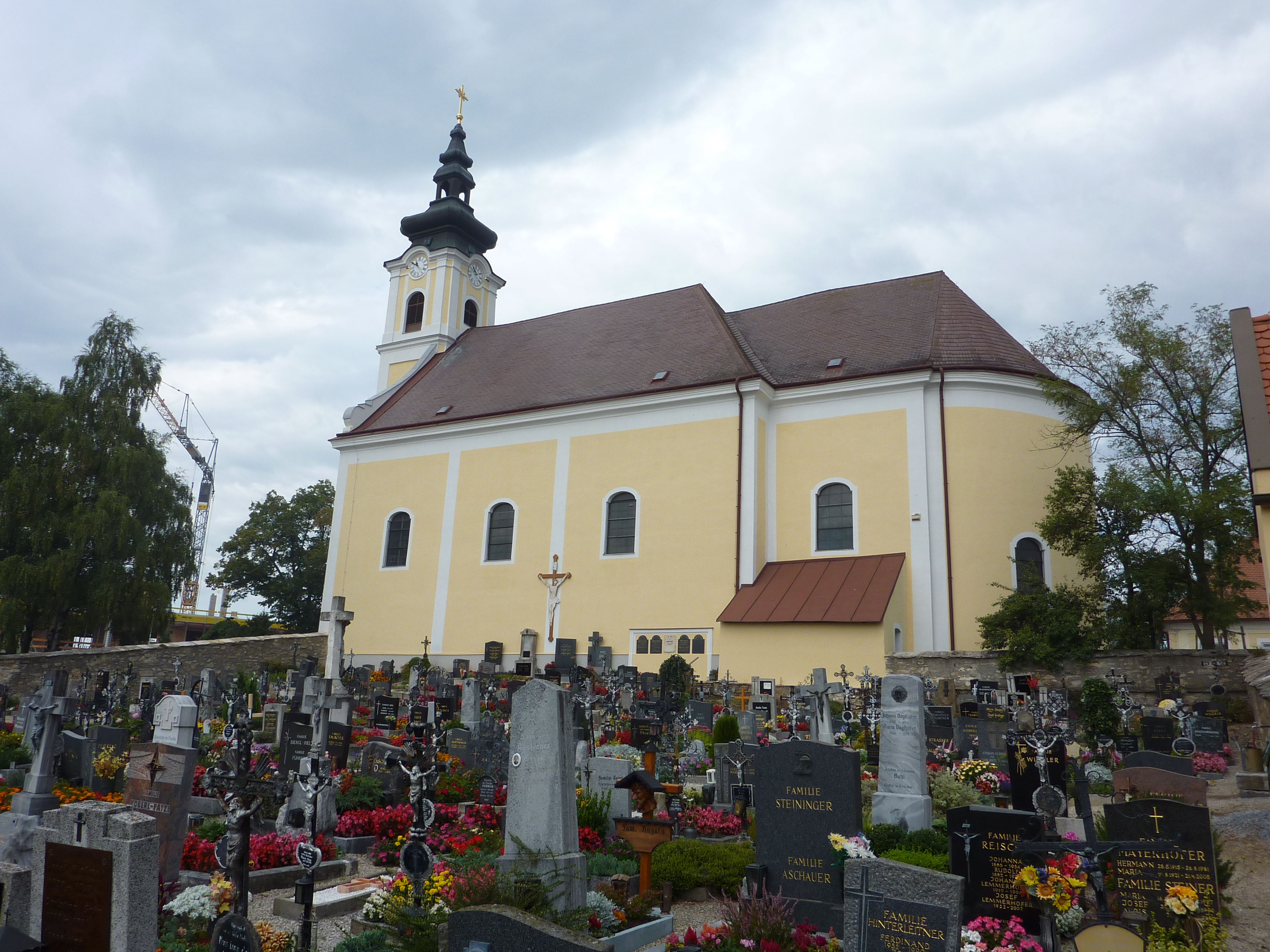
A Szt. Leonhard-plébániatemplom

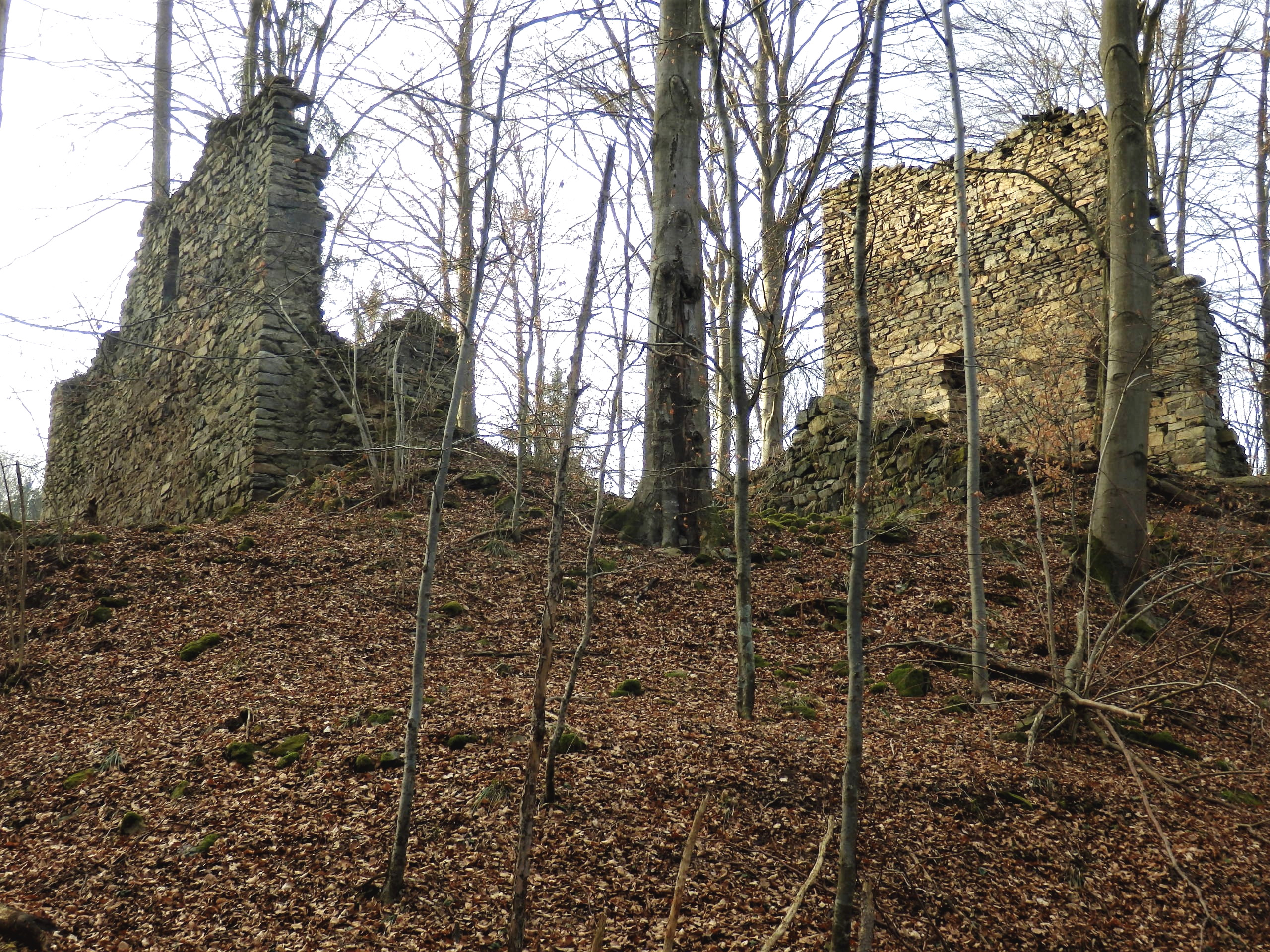
Rundersburg várának romjai

Sankt Leonhard am Hornerwald a tartomány Waldviertel régiójában fekszik. Területének 51,7%-a erdő, 44,2% áll mezőgazdasági művelés alatt. Az önkormányzat 5 települést egyesít:     Obertautendorferamt (111 lakos 2025-ben), St. Leonhard am Hornerwald (364), Untertautendorferamt (100), Wilhalm (75) és Wolfshoferamt (468).
A környező önkormányzatok: északra Altenburg, keletre Gars am Kamp, délkeletre Schönberg am Kamp, délre Langenlois, délnyugatra Jaidhof, nyugatra Krumau am Kamp, északnyugatra Pölla.

## Története
St. Leonhard területe a középkorban ritkásan lakott erdő volt. Az első falu a 12. században alapított Wilhalm volt, amely a tőle északra fekvő Rundersburg várához tartozott. A vár birtokosai a Kuenring család hűbéresei, a Ronnenbercek voltak. Az erődöt a 14. században elhagyták és pusztulásnak indult. 
Az innen délre fekvő Gföhlerwald erdejét csak a 16. századtól kezdték betelepíteni bajor, sváb, pfalzi, cseh favágókkal, szénégetőkkel, pásztorokkal. Elszórt tanyákon, házcsoportokban laktak, amelyeket 1737 körül ún. hivatalokkal (Amt) közigazgatási egységekké fogtak össze. Magát St. Leonhardot csak 1750 körül alapították, ekkor még Hornerwald néven (1881-től lett a temploma védőszentje után St. Leonhard). A templomot 1769-ben alapította az akkori földbirtokos, Johann Ernest Hoyos gróf. Az 1777-ben felszentelt templom zarándokhellyé vált (Szent Leonhard a szarvasmarhák védőszentje). 1771-ben néhány paraszt fellázadt a robot ellen, és még Mária Terézia is foglalkozott az üggyel. A lázadók egy részét börtönbe zárták, másokat a Bánátba száműztek; néhányan közülük titokban visszatértek.
A kamptali vasútvonal megnyitása után a helyi gazdasági fontos tényezőjévé vált a wolfshoferamti kőbánya, ahonnan Bécsbe szállították a kibányászott követ. 
Sankt Leonhard am Hornerwald önkormányzatát 1976-ban emelték mezővárosi rangra, ekkor kapta címerét is. 

## Lakosság
A Sankt Leonhard am Hornerwald-i önkormányzat területén 2025 januárjában 1118 fő élt. Lakosságszáma 1869 óta (akkor 2485 fő) folyamatosan csökken. 2022-ben az ittlakók 97,3%-a volt osztrák állampolgár; a külföldiek közül 0,7% a régi (2004 előtti), 1,4% az új EU-tagállamokból érkezett. 0,1% a volt Jugoszlávia (Horvátország és Szlovénia kivételével) vagy Törökország; 0,5% egyéb ország polgára volt. 2001-ben a lakosok 95,8%-a római katolikusnak, 0,6% evangélikusnak, 2,8% pedig felekezeten kívülinek vallotta magát. Ugyanekkor a legnagyobb nemzetiségi csoportot a németek (99,8%) mellett a csehek alkották 1 fővel.  
A népesség változása:

| 2016 | 1 146 |
| 2018 | 1 119 |

## Látnivalók
- Rundersburg várának romjai
- a Szt. Leonhard-plébániatemplom
- a kézművesmúzeum